# Bob Seger
Robert Clark Seger, detto Bob (Detroit, 6 maggio 1945), è un cantautore, chitarrista, pianista, organista e arrangiatore statunitense.
Cresciuto nel sobborgo di Dearborn, incominciò a cantare a metà degli anni Sessanta in gruppi minori - quali The Decibels, The Town Criers e Doug Brown and the Omens (con cui nel 1965 incise il suo primo disco singolo) - nei locali di Ann Arbor e Detroit (dove la famiglia si era nel frattempo trasferita).
Tali esperienze gli consentirono di farsi conoscere e apprezzare da impresari dello show business e del mondo discografico (la città di Detroit è conosciuta, oltre che per l'industria automobilistica, anche per essere sede della Motown, insieme a Nashville, Tennessee, uno dei più importanti poli musicali statunitensi) e di giungere al grande successo nei successivi anni Settanta e Ottanta.
Nel 2006 ha pubblicato, a distanza di undici anni dal suo precedente lavoro discografico, l'album Face The Promise. Nella sua lunga carriera non ha mai cessato di portare in tour attraverso l'America le sue canzoni.
Il suo nome appare dal 2004 nella Rock and Roll Hall of Fame ed è in lista insieme a quello della Silver Bullet Band nell'elenco dei musicisti che fanno parte delle celebrità della Hollywood Walk of Fame, inscritta al numero 1750 di Vine Street, Hollywood, California.
Nell'ottobre del 2014 pubblica il nuovo album Ride Out con materiale inedito e cover di Steve Earle, Woody Guthrie e John Hiatt.

## Repertorio
Bob Seger è conosciuto prevalentemente per la sua attività con "The Silver Bullet Band", il gruppo musicale da lui creato nel 1974 dopo le esperienze alla guida della Bob Seger and the Last Heard, poi trasformata nella rock band Bob Seger System.
In particolare, gli album Live Bullet, frutto delle registrazioni di una lunga serie di concerti tenuti nel 1976, e Night Moves - ricco di numerose hit - gli hanno garantito un successo internazionale.
I brani di Seger - che si occupa tanto dei testi quanto della musica - riflettono la filosofia tipica del Midwest (gli stati centrali degli USA) e affrontano spesso temi legati al mondo del proletariato (quello dei cosiddetti “blue-collar”, le “tute blu” delle numerose fabbriche e industrie di Detroit e dintorni). La prima parte della sua carriera non è stata esente, al pari di quelle di suoi colleghi coevi, da forti influssi della cultura hippy ispirata alle filosofie indiane che avevano il loro epicentro nella città di Kathmandu.
Fanno parte del suo repertorio numerose canzoni registrate a partire dal 1968 per l'etichetta Capitol Records/EMI e diventate classici mondiali del rock and roll, come Turn the Page, ripresa dai Metallica, Like a Rock (che è anche il titolo dell'album omonimo, fra i suoi più conosciuti e apprezzati, inciso nel 1986 e rilanciato all'interno del film del 2004 The Door in the Floor) e, quale simbolo della sua produzione, Old Time Rock and Roll, considerata dalla critica una fra le migliori canzoni del XX secolo e inserita nella colonna sonora del film Risky Business.
Altri suoi motivi di successo sono poi stati Hollywood Nights, We've Got Tonight (portata al successo in Italia nella cover di Gianni Morandi con Amii Stewart, testo in italiano di Nini Giacomelli e Sergio Bardotti dal titolo Grazie perché, e da Giorgia in duetto con l'irlandese Ronan Keating il quale l'ha riproposta in duetto anche con le cantanti Jeanette Biedermann e Lulu), Till it shines (cantata in Italia da Anna Oxa col titolo Il pagliaccio azzurro), Fire Lake e Against the Wind.

## Collaborazioni
Seger ha portato avanti nella sua carriera numerose e prestigiose collaborazioni con altri musicisti prevalentemente statunitensi. Molte sue canzoni sono state eseguite in concerto e registrate su disco da vari cantanti e gruppi, fra cui i Metallica. Egli stesso ha a sua volta cantato insieme e per altri musicisti, fra cui Gene Simmons (appare come background vocal nell'album omonimo del bassista del gruppo hard rock  dei Kiss) e Roy Bittan, pianista e organista della E Street Band di Bruce Springsteen.
Per gli Eagles ha scritto Heartache Tonight che raggiunse il top di vendite negli USA, inserita nell'album del 1979 The Long Run. La collaborazione è poi proseguita con Glenn Frey degli stessi Eagles.
Il brano Shakedown, inserito nel film Beverly Hills Cop II, di cui ha scritto il testo assieme a Keith Forsey e a Harold Faltermeyer, ha ricevuto una nomination al premio Oscar del 1988.
Sempre negli anni Ottanta partecipò al telefilm Miami Vice, inserendo in un episodio la sua canzone intitolata Miami.
Il successo di Seger, che è stato a sua volta influenzato, fra gli altri, da musicisti di blues e jazz, come The Rolling Stones e Van Morrison, ha aperto la strada ad artisti di vaglia che hanno da lui mutuato temi e stile espressivo, come Jackson Browne, John Mellencamp, Tom Petty (guida degli Heartbreakers e poi componente dei Traveling Wilburys di Bob Dylan) e Michael Stanley Band.

## Discografia
- 1969 - Ramblin' Gamblin' Man (Capitol Records, ST 172) a nome The Bob Seger System.
- 1969 - Noah (Capitol Records, ST-236) a nome The Bob Seger System.
- 1970 - Mongrel (Capitol Records, SKAO-499) a nome Bob Seger System.
- 1971 - Brand New Morning (Capitol Records, ST-731).
- 1972 - Smokin' O.P.'s (Palladium Records, P-1006).
- 1973 - Back in '72 (Palladium Records, MS-2126 / Reprise Records, MS-2126).
- 1974 - Seven (Palladium Records, MS-2184 / Reprise Records, MS-2184).
- 1975 - Beautiful Loser (Capitol Records, ST-11378).
- 1976 - Live Bullet (Capitol Records, SKBB 511523) Live, a nome Bob Seger & The Silver Bullet Band.
- 1976 - Night Moves (Capitol Records, ST-11557) a nome Bob Seger & The Silver Bullet Band.
- 1978 - Stranger in Town (Capitol Records, SKBB-11523) 2 LP Live, a nome Bob Seger & The Silver Bullet Band.
- 1980 - Against the Wind (Capitol Records, SOO-12041) a nome Bob Seger & The Silver Bullet Band.
- 1981 - Nine Tonight (Capitol Records, STBK-12182) a nome Bob Seger & The Silver Bullet Band.
- 1982 - The Distance (Capitol Records, ST-12254) a nome Bob Seger & The Silver Bullet Band.
- 1986 - Like a Rock (Capitol Records, PT-12398) a nome Bob Seger & The Silver Bullet Band.
- 1991 - The Fire Inside (Capitol Records, CDP 7 91134 2) a nome Bob Seger & The Silver Bullet Band.
- 1994 - Greatest Hits (Capitol Records, CDP 7243 8 30334 2 3) Raccolta, a nome Bob Seger & The Silver Bullet Band.
- 1995 - It's a Mystery (Capitol Records, CDP 0777 7 99774 2 0) a nome Bob Seger & The Silver Bullet Band.
- 2003 - Greatest Hits 2 (Capitol Records, CDP 7243 8 52772 0 7) Raccolta, a nome Bob Seger & The Silver Bullet Band.
- 2006 - Face the Promise (Capitol Records, CDP 0946 3 54506 2 0).
- 2009 - Early Seger Vol. 1 (Hideout Records, 800201) Raccolta.
- 2011 - Ultimate Hits: Rock and Roll Never Forgets (Capitol Records, 509994615128) Raccolta, 2 CD, a nome Bob Seger & The Silver Bullet Band.
- 2014 - Ride Out (Capitol Records, B002182302).
- 2017 - I Knew You When (Capitol Records, B002759802).
- 2023 - The Night Was dark But The Sky Was Blue (Live 1973 ) Musique d'herbs